# Ausztrál sivatagi géb
Az ausztrál sivatagi géb (Chlamydogobius eremius) a csontos halak (Osteichthyes) főosztályának a sugarasúszójú halak (Actinopterygii) osztályába, ezen belül a sügéralakúak (Perciformes) rendjébe, a gébfélék (Gobiidae) családjába és a Gobionellinae alcsaládjába tartozó faj.

## Előfordulása
Ausztrália sivatagos területein él artézi forrásokban. Akváriumban is tartható.

## Megjelenés
Két színváltozata ismert, az arany és a vadszínű. Az arany hímek egész teste sárga, fehér szegélyű kék uszonyokkal, a vadszínű hímek sárga és olívzöld testűek erősebb kék színnel az uszonyokon. A nőstények egyszínűek. A hímek 6, a nőstények 4–5 cm-esre nőnek.

## Akváriumi tartása
Hazájában elég mostoha körülményekhez kellett alkalmazkodniuk, így könnyen tartható fajnak számít. 5 és 40 fok közötti hőmérsékletet is kibír, fűtő nem szükséges az akváriumba, de 26 fok felett ikrázik és 18 fok alatt könnyebben megkapja a halpenészt. Élőhelyén a vizek gyakran válnak keménnyé és nagyon sóssá az erős párolgás miatt, ugyanakkor eső esetén jelentősen felhígulhat. Az ideális a kemény, enyhén lúgos és sós víz, de akár az édes- vagy tengervízhez is hozzászoktatható. Édesvízi tartás esetén rövidebb élettartammal kell számolni. Kb. 1-1,5 évig él, néha 2 évig is. Jól fedjük le az akváriumot, mert szeretnek kiugrálni. Gyakran láthatóak, amint a légköri levegőből lélegeznek, ez teljesen normális jelenség. Egy hímre 1-2 nőstény jusson. A hímek területvédők, így ha több hímet szeretnénk tartani, ezzel számolnunk kell. Társas akváriumban is tartható, de ne tartsuk sokkal nagyobb és gyorsabb halakkal, mivel ezek a gébek rossz úszók és a nagy és gyors halak eleszik előlük a táplálékot. A sokkal kisebb állatokat, pl. garnélák, a sivatagi gébek megehetik. A társas akváriumban is leívik, a hím őrzi az ikrákat, de kikelés előtt, mikor már az ikrákban látszanak a szemek (6. nap), vegyük el tőle és tegyük át külön akváriumba. Az ikrák már az első napon megeszik a frissen kelt artemiát.